# فيضانات جنوب آسيا 2017
فيضانات جنوب آسيا هي فيضانات أصابت مناطق في جنوب آسيا في دول الهند وباكستان ونيبال وبنغلادش بدئاً من يوليو حتى سبتمبر 2017 أدت إلى مصرع 1500 شخص وأثرت ب41 مليون ساكن وأثرت هذه الفيضانات بالبنية التحتية. وذكر أنها إحدى عوامل التغير المناخي على سطح الأرض.

## الخلفية والسياق
تضرب الرياح الموسمية جنوب آسيا كل عام بين شهر يونيو وشهر سبتمبر، لكن موسم الرياح الموسمية لعام 2017 كان أسوأ بكثير من متوسط التقديرات السنوية، وأدى للتسبب في فيضانات وانهيارات أرضية مرتبطة بها، على نطاق لم يسبق له مثيل في السنوات الأخيرة. وصف الخبراء هذه الفيضانات بالأسوأ في جنوب آسيا منذ عقود، وأضر كثيرًا بالإمدادات الغذائية الأساسية بسبب الأراضي الزراعية المدمرة. حتى 2 سبتمبر تم تأكيد مقتل 1.882 شخصًا، وتضرر أكثر من 45 مليون شخص. وفقًا لليونيسيف فإن هذا الرقم شمل 16 مليون طفل.
أكد المركز الدولي لتغير المناخ والتنمية وغيره من البلدان أن هذه الفيضانات قد تفاقمت بسبب مشكلة تغير المناخ.

## البلدان المتضررة

### بنغلاديش
اعتبارًا من 1 سبتمبر غطت الفيضانات قرابة ثلث بنغلاديش وفقًا للنداءات التي أطلقها الاتحاد الدولي لجمعيات الصليب الأحمر والهلال الأحمر والذي أضاف أن الفيضانات هي الأسوأ خلال الأربعة عقود الماضية، اجتاحت الأمطار الأجزاء الشمالية والشمالية الشرقية والوسطى من البلد. في ذروة العواصف في 11 أغسطس، كان مجموع الأمطار الساقطة في بضع ساعات مجموع الأمطار الساقطة في أسبوع من الأمطار الموسمية العادية. تضرر أكثر من ستة ملايين شخص جراء الفيضانات وفقا لليونيسيف، وتراوحت بعض التقديرات إلى ما مجموعه 8.5 مليون نسمة. شملت الخسائر في الممتلكات ما يقرب من 700.000 منزل بين متضرر أو مدمر، وحوالي 4.680.000 هكتار من الأراضي الزراعية المغمورة، وآلاف الأميال من الطرق المتضررة. أثار الكم الهائل من الأراضي الزراعية المدمرة التي تأتي خلال وقت زراعة الأرز المخاوف من حدوث أزمة غذائية في البلاد.
تفيد التقارير بأن عدد الوفيات من الفيضانات حوالي 140 شخص. وقد نزح أكثر من خمسين ألف شخص، إضافة إلى ما يقرب من ثلاثين ألف لاجئ من الروهينجيا هربوا من ولاية راخين الشمالية بميانمار.

### الهند
اقتصرت الفيضانات في الهند في المقام الأول على الجزء الشمالي من البلاد، وشملت على ولايات أسام وغرب البنغال وبيهار وأوتار براديش، في الولايتين الأخيرين لقي من 500 إلى مئة شخص حتفهم. إجمالًا أثرت الفيضانات على أكثر من 31 مليون شخص، وأضرت أو دمرت أكثر من 800,000 منزل. غمرت حوالي 85٪ من حديقة كازيرانجا الوطنية بالمياه. انتُقد المسؤولون الحكوميون بسبب عدم اتخاذهم تدابير وقائية قبل وقوع الفيضانات. في بيهار على سبيل المثال ذكرت رويترز أن هناك غضب على المسؤولين بسبب أن هناك عدد من السدود والطرق تم تصميمها بدون أحكام لتصريف المياه، وفي ولاية غوجارات أفادت الأنباء بأن الفيضانات والأمطار تسببت في وفاة 224 شخصًا في شهري يونيو ويوليو.
تواجه مومباي مشاكل حادة كل عام خلال موسم الرياح الموسمية بسبب انعدام قيود البناء وكثرت المشردين، ولكن في موسم هذا العام شهدت المدينة المزيد من الأمطار والفيضانات الأكثر سوءًا من فيضانات ماهاراشترا عام 2005. غمرت المياه أحد المستشفيات، واضطرت وسائل النقل العام في المدينة إلى الإغلاق. تسبب تغيرات الطقس في انهيار مبنى متعدد الطوابق يعود إلى قرن مضى من الزمان، مما أسفر عن مقتل 33 شخصًا على الأقل. في 29 أغسطس 2017 شهدت مومباي فيضانات شديدة بسبب التقاء الأمطار الغزيرة وارتفاع مستوى المد، مما أدى لارتفاع مستوى الأمطار إلى 298 ملم في فترة 9 ساعات. أفادت التقارير أن 5 أشخاص قد فقدوا أرواحهم في مومباي بسبب الطوفان الذي شهد أعلى هطول أمطار في يوم واحد منذ أغسطس عام 1997.
للسنة الثالثة على التوالى، تميز موسم الرياح الموسمية بالفيضانات في المناطق الشمالية الغربية والشمالية الشرقية، بينما تفاقم الجفاف في الهند على طول شبه الجزيرة الجنوبية. وفقًا لما جاء في بيان للخدمة الاخبارية الهندية الآسيوية الذي صدر في سبتمبر فإن هذه الأمطار ازدادت ثلاثة أضعاف خلال السنوات القليلة الماضية وامتدت لتشمل جميع أرجاء وسط الهند من غوجارات إلى أوديشا.

### نيبال
حتى 24 أغسطس قتل 143 شخصًا في نيبال، وتضرر من الفيضانات 1.7 مليون شخص، وأُرغم حوالي 461 ألفًا على ترك منازلهم. غمرت المياه أكثر من 34 ألف منزل، مما أدى إلى تدمير ألف منزل. كما غمرت المياه أجزاء من الطريق السريع في ماهيندرا، وهذا الطريق يعد مركز اتصال بين شرق وغرب البلاد، وتوقع الخبراء الزراعيون أن إنتاج الأرز في البلاد سوف تتأثر سلبًا. غُمر المدرج في مطار بيراتناغار وأجبر القائمين على المطار على إغلاقه في 15 أغسطس.
.
ذكر الخبراء أن الفيضانات هي أسوأ حالة تشهدها نيبال في عدة سنوات، حوالي ثلث البلاد غمرت بالمياه، وكثير من هذه المناطق المغمورة بالمياة تعد من أفقر مناطق البلاد.
تأثر من الفيضانات حوالي 1.7 مليون شخص، بمن فيهم 680,000 طفل، وأجبرت الفيضانات على نزوح عدد كبير من المواطنين، بلغ عددهم 352,738 نازحًا. تضرر أو دمر أكثر من 185 ألف منزل بالإضافة إلى 1,958 مدرسة، مما أثر على تعليم 253,605 طفل.

### باكستان
تسببت الأمطار الموسمية في فيضانات اجتاحت مدينة كراتشي أكبر مدينة في باكستان. لقي 23 شخصًا على الأقل مصرعهم، من بينهم سبعة أطفال بعد أن تلقت كراتشي ما يصل إلى 130 مليمتر من الأمطار في 31 أغسطس. معظم الضحايا لقوا مصرعهم بسبب التعرض لصعق بالكهرباء، بينما قتل آخرون بسبب انهيار المبنى الجزئي أو الغرق. توفي اثنان آخران في منطقتي كاشمور وجامشورو في السند.
جاءت الفيضانات بعد أكثر من أسبوع سقوط خلاله 41 ملم من الأمطار على كراتشي في 21-22 أغسطس. هناك 19 شخصًا لقوا حتفهم في حوادث متعلقة بالأمطار، بما في ذلك حوادث صعق بالكهرباء وهبوط اللوحات الإعلانية وانهيارات في الأسقف، وفقا لخدمات الإنقاذ إدهي وشيبا.

## ردود أفعال
إيران: أعرب المتحدث باسم الخارجية الإيرانية عن أسفه جراء السيول التي اجتاحت أجزاءا من جنوب آسيا لا سيما في الهند ونيبال وباكستان؛ وأبدى مواساته مع حكومات وشعوب هذه البلدان وعوائل ضحايا هذه الحوادث الكارثية.

## وصلات خارجية
- Wall Street Journal videos